# Passengers Alighting from Ferry Brighton at Manly
Passengers Alighting from Ferry Brighton at Manly va ser la primera pel·lícula rodada i projectada a Austràlia.
Marius Sestier va fer una pel·lícula de passatgers baixant del ferri de vapor de pales Brighton a Manly Wharf.
El setembre de 1896, Sestier i Henry Walter Barnett van obrir el primer cinema d'Austràlia, el Salon Lumière a Pitt Street (Sydney). Va ser en aquest cinema on es va estrenar la pel·lícula el 27 d'octubre de 1896 amb la promesa d'arribar-hi més.
Sestier, juntament amb Henry Walter Barnett, va fer aproximadament 19 pel·lícules a Sydney i Melbourne entre octubre i novembre de 1896, essent aquestes les primeres pel·lícules gravades a Austràlia.
No hi ha cap còpia supervivent coneguda de la pel·lícula.